# Natsu no Arashi!
Summer Storm! (яп. 夏のあらし! Нацу но Араси!, Летняя Буря!) — манга, автором и иллюстратором которой является Дзин Кобаяси, известный благодаря другой работе School Rumble. Манга начала выпускаться издательством Square Enix в сёнэн-журнале Gangan Wing 25 августа 2006 года. 22 сентября 2010 года был выпущен последний и восьмой том манги. На основе манги студией Shaft были выпущены два аниме-сериала, которые транслировались по телеканалу TV Tokyo с 5 апреля по 28 июня и с 4 октября по 27 декабря 2009 года. В каждом сериале выпущено по 13 серий аниме. По данным на сентябрь и октябрь 2009 года сериал вошёл в список самых продаваемых аниме в Японии на DVD заняв 19 место.

## Сюжет
Действие разворачивается вокруг молодого парня по имени Хадзимэ. Он во время летних каникул встречается с Араси-сан, с виду молодой и старомодной девушкой, которая на самом деле является духом, погибшим во время второй мировой войны. Между Араси и Хадзимэ устанавливается особая энергетическая связь, с помощью которой они могут путешествовать во времени, единственная опасность — не столкнуться с самим собой, или исчезнешь. Так Араси с помощью силы Хадзимэ начинает отправляться в далёкое прошлое, чтобы попытаться спасти своих близких и родных людей, параллельно главные герои устраиваются работать в местный ресторан, где знакомятся с другими главными героями, такими, как безрассудная хозяйка, которая имеет большой опыт в любовных отношениях, девушка, которая одевается в костюм мальчика, а позже и лучшая подруга Араси — немка родом из нацистской Германии, которая умерла вместе с ней и стала таким же духом 70 лет назад.
По сюжету аниме и манги существует особый тип духов, которые могут материализоваться и обладать теми же свойствами, что и люди, то есть питаться, носить одежду, чувствовать жару и холод, хотя как духи, они способны парить в воздухе, проходить сквозь стены. Также духи способны путешествовать во времени. Однако для этого требуется колоссальная энергия и для этого дух черпает силу из живого существа, но и сам истощает себя. Потеря энергии духа или так называемой «силы бытия», опасно для его существования, так как потеряв полностью силу, дух исчезает. Однако живые существа способны воспроизводить энергию своей души, и поэтому, чтобы не исчезнуть, дух время от времени должен получать дозу энергии от живого существа. Если же у человека вытянут почти всю энергию, это не опасно для его жизни, однако он сильно устанет и будет рассеянным. Духи могут существовать физически только летом, а зимой принимают иную форму. Однако с началом следующего лета все люди, которые общались с данным духом в прошлом, забывают о нём и воспринимают это не более, как сон.

## Список персонажей
Хадзимэ Ясака (яп. 八坂 一 Ясака Хадзимэ) — главный герой истории, весёлый, вспыльчивый и недальновидный. Ему 13 лет. Араси случайно встречается с Хадзимэ и быстро узнаёт о том, что она является духом. Увлекается техникой, в частности видео-играми, новыми и старыми. Также делает эксперименты над ягодами, делая их супер-острыми. Он живёт вместе с дедушкой. Позже влюбляется в Араси-сан и отправляется в далёкое прошлое, где Араси ещё 13 лет, чтобы помочь ей победить в драке с хулиганами. Она в качестве залога забрала у него очки и с того момента влюбилась в него, долгое время не подозревая, что это был Хадзимэ.
Сэйю: Юко Сампэй
Араси (Саёко Арасияма) (яп. 嵐山 小夜子 Арасияма Саёко) — главная героиня истории. Она дух и умерла во время бомбёжки в 1942 году. Родом из благородной семьи. В настоящем времени познакомилась с Хадзимэ и с помощью его энергии путешествовала много раз в прошлое, чтобы попытаться спасти близких и родных от бомбардировки американских налётчиков. Очень весёлая и жизнерадостная, однако удивляет окружающих своим идеальным поведением старомодной японской женщины. Во втором сезоне показано, что девушку воспитывали в строгих правилах и в частности её учили никогда не показывать, что ей жарко. Если же Араси становится слишком жарко, она впадает в безумие и может привести к разрушительным последствиям. В детстве встретила Хадзимэ (который прыгнул во времени) и благодаря ему расправилась с бандой подростков, которые вгоняли в страх местных жителей посёлка. После этого влюбилась в незваного парня, но гораздо позже поняла, что это был Хадзимэ.
Сэйю: Рёко Сираиси
Кая Бергманн (яп. カヤ バーグマン Кая Ба:гуман) — лучшая подружка Араси. Она погибла вместе с ней во время бомбёжки. Родом из Германии, но прожила всё детство в Японии. Несмотря на это очень хорошо знакома с японской культурой и традициями, лучше, даже, чем современные японские девушки. Она обожает сладости и впадает в отчаяние и ярость, когда кто-то съедает их. Перед смертью влюбилась в учителя из своей школы, и вернувшись в прошлое, спасла ему жизнь, изменив ход событий. Кая первая узнают о тайне Дзюна и верно хранит её. Может устанавливать связь только с девушками.
Сэйю: Каори Надзука
Дзюн Камигамо (яп. 上賀茂 潤 Камигамо Дзюн) — работает в кафе и имеет неоднородные отношения с Хадзимэ. Хотя одевается, как мальчик, на самом деле она девушка, и Кая первая узнаёт об этом. Хадзимэ не зная о женском начале Дзюна, грубо обращается с ней с точки зрения девушки, в частности дразнит из-за её слабости, или «необычного характера». Хадзимэ очень часто застаёт голого Дзюна, на зная, что она девушка, вызывая сильное смущение у второй. Позже о тайне Дзюна узнаёт и Араси. У Дзюна есть странная привычка не обращать внимание на то, что она надевает после душа, будь это даже свадебное платье. Также Дзюн до ужаса боится пауков и тараканов. Хадзимэ на протяжении истории так и не узнаёт о тайне Дзюна.
Сэйю: Тиаки Омигава
Саяка (хозяйка) (яп. さやか) — хозяйка ресторана, где работают главные герои. Она очень сильно отличается от главных героинь, и называет их в шутку ямато надэсико, сама же является типичной современной женщиной. Сильная, независимая, грубая, в то же время носит откровенную одежду и не брезгует любовными отношениями с незнакомыми мужчинами. Её интересуют прежде всего деньги, также очень скупая и с болью выкидывает испорченные продукты, пытаясь придумать способы, как их «спасти». Проводит большинство времени за телевизором. Часто даёт полезные советы Араси и Каи, как подобает везти себя модной девушке в современном обществе.
Сэйю: Хитоми Набатамэ
Хидэо Мурата (Гура-сан) (яп. 村田 英雄 Мурата Хидэо) — частный детектив и завсегдатай ресторана, где работают главные герои. У него большие проблемы с деньгами, из-за чего в квартире отключили воду, телефон и электричество. Когда Хадзимэ и Араси отправляются в 80-е годы, они встречают маленького Хидэо, который выталкивает грубо Араси, чтобы поиграть в игровой автомат и в тот день выясняется, что он является внуком рыбака, которого спасла Араси от смерти, перепрыгнув во времени назад. Позже соглашается питать энергией Яёи и Канако, однако сильно истощался, теряя способность к концентрации и позже Яёи нашла себе нового «донора».
Сэйю: Хироки Ясумото
Яёи Фусими (яп. 伏見 やよゐ Фусими Яёи) — как и Араси, она дух, погибшая во время второй мировой войны. Однако долгое время из-за психической травмы была в парализованном состоянии и не могла ходить. Будучи духом, вместе с Канако ни разу не получала энергию и находилась на грани исчезновения. При жизни играла на пианино. Пыталась подружиться с Канако, но та отвергала её. После вынужденного перемещения во времени с Хадзимэ, стала свидетелем, как Канако была под угрозой жизни во время налёта американских лётчиков и жертвуя собой спасла жизнь Канако из прошлого. После этого случая пришла в себя. Позже устроилась работать в ресторан, а в качестве «донора» выбрала собаку сенбернара.
Сэйю: Ай Нонака
Канако Ямадзаки (яп. 山崎 加奈子 Ямадзаки Канако) — лучшая подружка Яёи, является полной противоположностью ей. Очень жестокая и вспыльчивая, ради цели готова убить человека. При жизни ей приходилось много работать, так как она была родом из бедной семьи. Ненавидела Араси из-за того, что она была из богатой семьи и соответственно училась в лучших классах, и долгое время не желала общаться с Яёи, которая пыталась подружиться с ней. После того, как Яёи из будущего спасла ей жизнь, она резко поменяла своё отношение к ней и решила во что бы то ни стало защищать её. После смерти, Канако и Яёи жили в особняке и до настоящего времени находились на грани истощения и решили, что поглотив всё энергию Араси, продлят себе жизнь. Так Канако напала на Араси, и пыталась убить Хадзимэ а позже и Хидэо. Однако позже разобравшись в своих чувствах, решает вернуть силу Араси и сама чуть не исчезла, однако с ней и Яёи делятся энергией Дзюн и Хадзимэ. Так позже узнав о энергии живых, она начинает брать силу Хидэо. В течение второго сезона работает в ресторане. Надев очки, наподобие махо-сёдзё преобразовывается в девушки-волшебницу, однако боится своей второй формы.
Сэйю: Юи Хориэ
Сиоя (яп. 塩谷) — завсегдатай ресторана, который всё время просит соль, однако главные герои в это время всегда заняты дискуссиями и ссорами и игнорируют просьбу человека. Это длится на протяжении первого и второго сезона. В конце второго сезона получает долгожданную соль.
Сэйю: Томокадзу Сугита

## Список серий аниме

### Первый сезон
| #  | Название | Дата выхода     |
| -- | --- | --------------- |
| 01 | Playback Part 2 «Пурэйбакку Па:то 2» (プレイバックPart2)                                                                     | 5 апреля, 2009  |
| 02 | Girl A «Сё:дзё э:» (少女A)                                                                                                   | 12 апреля, 2009 |
| 03 | Wanting to Protect «Мамоттэ агэтай» (守ってあげたい)                                                                         | 19 апреля, 2009 |
| 04 | Full of Memories «Омоидэ га иппай» (想い出がいっぱい)                                                                        | 26 апреля, 2009 |
| 05 | Secret Flower Garden «Химицу но ханадзоно» (秘密の花園)                                                                      | 3 мая, 2009     |
| 06 | Falling In Love «Кой ни отитэ» (恋におちて)                                                                                  | 10 мая, 2009    |
| 07 | An Outsider's Relation «Танин но канкэй» (他人の関係)                                                                        | 17 мая, 2009    |
| 08 | Suit Yourself «Каттэ ни сиягарэ» (勝手にしやがれ)                                                                            | 24 мая, 2009    |
| 09 | Hero - Now's the Time for You to Become a Hero! «HERO — Хи:ро: ни нару токи, сорэ ва има» (HERO(ヒーローになる時、それは今)) | 31 мая, 2009    |
| 10 | Stranger «Ихо:дзин» (異邦人)                                                                                                 | 7 июня, 2009    |
| 11 | The World Exist For the Sake of Two «Сэкай ва футари но тамэ ни» (世界は二人のために)                                        | 14 июня, 2009   |
| 12 | Entrust Yourself to the Flow of Time «Токи но нагарэ ни ми о макасэ» (時の流れに身をまかせ)                                  | 21 июня, 2009   |
| 13 | Playback Part 1 «Пурэйбакку Па:то 1» (プレイバックPart1)                                                                     | 28 июня, 2009   |

### Второй сезон
| #  | Название | Дата выхода      |
| -- | --- | ---------------- |
| 01 | Summer Vacation «Нацуясуми» (夏休み)                                                                                  | 4 октября, 2009  |
| 02 | Gyarandu «Гяранду:» (ギャランドゥ)                                                                                    | 11 октября, 2009 |
| 03 | The Time Traveling Girl «Токи о какэру сё:дзё» (時をかける少女)                                                       | 18 октября, 2009 |
| 04 | Light Blue Rain «Мидзуиро но амэ» (みずいろの雨)                                                                      | 25 октября, 2009 |
| 05 | Can't Stop the Romance «Романтикку га томаранай» (Romanticが止まらない)                                               | 1 ноября, 2009   |
| 06 | Jagged Heart Lullaby «Гидзагидза ха:то но комориута» (ギザギザハートの子守唄)                                         | 8 ноября, 2009   |
| 07 | Amagigoe «Амагигоэ» (天城越え)                                                                                        | 15 ноября, 2009  |
| 08 | Computer Granny «Компю:та: оба:тян» (コンピューターおばあちゃん)                                                      | 22 ноября, 2009  |
| 09 | Lonely Tropical Fish «Самисии нэттайгё» (淋しい熱帯魚)                                                                | 29 ноября, 2009  |
| 10 | Showa Blues «Сё:ва буру:су» (昭和ブルース)                                                                            | 6 декабря, 2009  |
| 11 | High School Lullaby «Хайсуку:ру рарабай» (ハイスクールララバイ)                                                       | 13 декабря, 2009 |
| 12 | Radarman «Рэ:да:ман» (レーダーマン)                                                                                   | 20 декабря, 2009 |
| 13 | You guys are Kiwi, Papaya, and Mango «Кими-тати киуи・папаиа・манго: да нэ.» (君たちキウイ・パパイア・マンゴーだね。) | 27 декабря, 2009 |

## Аниме
Анонс аниме-адаптации впервые состоялся в ноябре 2008 года, режиссёр аниме — Акиюки Симбо, автор сценария — Кацухико Такаяма, дизайн персонажей — Кадзухиро Ота. Сериал был выпущен студией Shaft и начал транслироваться с 5 апреля 2009 года, было выпущено 13 серий аниме .
В первом сезоне используется 4 музыкальных сопровождения:
Открытие
- Atashi dake ni kakete (яп. あたしだけにかけて Атаси дакэ ни какэтэ) исполняет: Омокагэ Лаки Хол (1-5, 7-10,  12 и 13 серии)

Концовка
- Kirari Futari (яп. キラリフタリ Кирари Футари) исполняет: Рёко Сираиси (1-5, 7-13 серии)
- Hitonatsu no Keiken (яп. ひと夏の経験 Хитонацу но Кэйкэн) исполняет: Рёко Сираиси (6 серия)
- Kassai (яп. 喝采 Кассай) исполняет: Юи Хориэ (11 серия)

Анонс второго сезона под названием Natsu no Arashi! Akinai-chū (яп. 夏のあらし! 春夏冬中 Нацу но Араси! Акинай-тю, Летняя буря! Открыто круглый год) состоялся в июне 2009 года.
Во втором сезоне используется 2 музыкальных сопровождения:
Открытие
- Oyasumi Paradox (яп. おやすみパラドックス Оясуми Парадоккусу) исполняет: Эцуко Якусимару

Концовка
- Otome no Junjo (яп. 乙女の順序 Отомэ но Дзюндзё) исполняет: Рёко Сираиси, Каори Надзука, Ай Нонака и Юи Хориэ.

Оба сезона аниме были дублированы на английский язык и доступны на веб-сайте Crunchyroll.